# Dolgorjavyn Otgonjargal
Dolgorjavyn Otgonjargal (Ulan Bator, 2 ottobre 2001) è una lottatrice mongola, specializzata nella lotta libera. Ai mondiali di Belgrado 2023 e Belgrado 2023 è stata per due volte vice-campionessa iridata nella categoria dei 50 kg. Ai Oslo 2021 ha conquistato il bronzo nei 50 kg.

## Palmarès
| Anno | Manifestazione              | Sede     | Evento | Risultato | Note |
| ---- | --------------------------- | -------- | ------ | --------- | ---- |
| 2018 | Campionati asiatici cadetti | Tashkent | 49 kg  | Bronzo    |      |
| 2018 | Mondiali cadetti            | Zagabria | 46 kg  | Argento   |      |
| 2021 | Mondiali                    | Oslo     | 50 kg  | Bronzo    |      |
| 2022 | Mondiali                    | Belgrado | 50 kg  | Argento   |      |
| 2023 | Mondiali                    | Belgrado | 50 kg  | Argento   |      |